# Gabriel Velázquez
Gabriel Velazquez (Salamanca, 1968) és un guionista, productor i director de cinema espanyol. El 1996 va debutar en cinema amb el curtmetratge En Madison siempre es lunes. El 2002 va escriure el guió amb Chema de la Peña del documental De Salamanca a ninguna parte. El 2005 va filmar amb Chema de la Peña el documental Sud express, pel qual va rebre la medalla a la solidaritat a les Medalles del Cercle d'Escriptors Cinematogràfics de 2006. És director de la productora Artimaña Producciones amb De la Peña.
Ha dirigit la trilogia de llargmetratges Amateurs (2008), Iceberg (2011) i Ártico (2014), on també pretén fer un homenatge al cinema quinqui dels anys 1980. A la última va obtenir la menció especial al Jurat Generació al 64è Festival Internacional de Cinema de Berlín. També va guanyar la Violette d'Or al Festival de Cinema d'Espanya de Tolosa de Llenguadoc.

## Filmografia
- En Madison siempre es lunes (curtmetratge, 1996)
- Parabellum (curtmetratge, 1998)
- Soldaditos de plomo (curtmetratge, 2001)
- Sud express (2005)
- London Calling (curtmetratge, 2005)
- Amateurs (2008)
- Iceberg (2011)
- Próxima estación (2012)
- Ártico (2014)
- Análisis de sangre azul (2016)
- Zaniki (2018)